# Kumiko Takeda
Kumiko Takeda (Japans: 武田久美子, Takeda Kumiko) (Shizuoka, 12 augustus 1968) is een Japans fotomodel en actrice.
Tot haar belangrijkste films behoren Zero Woman: Assassin lovers en Close Your Eyes and Hold Me.
Verder is ze als model in vele Japanse en internationale bladen verschenen en zijn er meerdere fotoboeken van haar uitgebracht.